# 행복한 아침 (JIBS 라디오 프로그램)
행복한 아침은 JIBS New Power FM(제주시 FM 101.5MHz, 서귀포시 98.5MHz)에서 방송했던 JIBS 제주국제자유도시방송에서 DJ멘트없이 하고 있는 라디오 프로그램이다.

## 같이 보기
- JIBS
- JIBS New Power FM
- SBS 파워FM
- 뮤직하이

| JIBS New Power FM                    |                                  |                                         |
| 이전                                 | 행복한 아침 (매일 03:00 ~ 06:00) | 다음                                    |
| 정엽의 뮤직하이 (매일 01:00 ~ 03:00) | 행복한 아침 (매일 03:00 ~ 06:00) | 조정식의 펀펀투데이 (매일 06:00 ~07:00) |
|                                      |                                  |                                         |
| 전국방송                             | 제주 전지역 방송                 | 일부지역 자체방송                       |